# يان روبنسون
يان روبنسون (بالإنجليزية: Ian Robinson)‏ هو مسير أعمال وصحفي وسياسي أسترالي، ولد في 27 مارس 1925 في أستراليا، وتوفي في 23 مارس 2017 في جرافتون في أستراليا. حزبياً، نشط في الحزب الوطني الأسترالي. وقد انتخب عضو مجلس النواب الأسترالي عن دائرة Division of Page ‏ (1 ديسمبر 1984 – 24 مارس 1990) وانتخب عضو الجمعية التشريعية نيو ساوث ويلز عن دائرة Electoral district of Casino ‏ (14 فبراير 1953 – 22 أكتوبر 1963) وانتخب عضو مجلس النواب الأسترالي عن دائرة Division of Cowper ‏ (30 نوفمبر 1963 – 1 ديسمبر 1984).